# Джейн Моутон
Джейн Сріглі Моутон (англ. Jane Srygley Mouton; 15 квітня 1930, м. Порт-Артур, Техас, США — 7 грудня 1987[де?]) – американський теоретик менеджменту, співавторка і розробниця моделі управлінської решітки, яку вона розробляла разом з Робертом Блейком.

## Біографія
Її батько, Теодор Куорлз Сріглі, був педагогом, а мати, Грейс Стамп Сріглі, була психологом. 22 грудня 1953 року вона вийшла заміж за інвестора Джексона К. Моутона-молодшого. У Моутонів було дві дочки на ім'я Джейн Марта і Жаклін Круз.
Джейн Сріглі Моутон отримала ступінь бакалавра математики в Техаському університеті в Остіні в 1950 році. У 1957 році вона отримала ступінь доктора філософії у тому ж навчальному закладі. Вона також отримала ступінь магістра наук в Університеті штату Флорида в 1951 році. Певний період свого життя вона працювала у Техаському університеті в Остіні, зокрема вченим-дослідником у 1953—1957 роках, дослідницею та викладачкою соціальних наук у 1957—1959 роках, а також асистенткою кафедри психології з 1959—1964. Крім того, вона була віце-президентом Scientific Methods Inc. у 1961—1981 роках і очолювала її уже як президент компанії з 1982 року.
Моутон була студенткою Роберта Блейка з Техаського університету. Згодом компанія Exxon найняла Моутон і Блейка як консультантів. Саме в цей час спільними зусиллями вони створили сітку як метод знаходження медіани між працівниками Теорії X і Теорії Y. Спочатку їхня робота була представлена в Національних навчальних лабораторіях Інституту прикладної поведінкової науки (англ. National Training Laboratories (NTL)), з якими вони працювали, як засіб реалізації своїх наукових ідей в бізнесовому середовищі.
Мутон була однією з небагатьох жінок, які очолювали одну з T-Group (навчальних груп) NTL впродовж 1950-х років. Однак методологія Блейка і Мутон була більше зосереджена на вирішені організаційних проблем, а не просто на їх діагностиці. Це суперечило стандартній практиці NTL. Таким чином вони відокремилися від компанії. Блейк захищав свою управлінську решітку авторським правом, тому лише за умови франчайзингу хтось інший міг використовувати її для навчання, гарантуючи, що всі будуть використовувати її так, як Блейк і Мутон вважають за потрібне. Тому завдяки своїй роботі з провідною T-Group NTL і створенню управлінської решітки Блейк і Мутон стали відомими. Також вони були стали співзасновниками Scientific Methods, Inc. у 1961 році.

## Відзнаки
- Почесний член факультету Інституту ділового адміністрування та менеджменту в Токіо, Японія.
- Нагорода найкращий письменник від Американського товариства навчання та розвитку (1961—1962).
- Книжкова премія Американського коледжу адміністраторів лікарень за «Нову управлінську сітку» (1980).
- Нагорода «Книга року» від American Journal of Nursing (1982) за підходи до керівництва в галузі медсестринства.
- Премія «Книга року» від Американської асоціації менеджменту (1982) за продуктивність: людська сторона.